# Kaiwhekea
Kaiwhekea (Maori: „Kalmarfresser“, kai = „Nahrung“, whekea = „Kalmar“) ist ein Plesiosaurier aus der Oberkreide Neuseelands. Die fossilen Überreste der einzigen bekannten Art Kaiwhekea katiki wurden im Schluffstein nordwestlich des Shag Point/Matakaea in der Region Otago auf der Südinsel gefunden. Die Gesteinsschicht ist etwa 70 bis 69 Millionen Jahre alt (Unteres Maastrichtium). Der Fundort lag zur Zeit der Oberkreide in der Nähe des südlichen Polarkreises. Das Fossil ist ein fast vollständiges Skelett mit Schädel, das zudem artikuliert (im anatomischen Verbund) erhalten ist.
Der Schädel ist relativ groß, die Schnauze kurz, im Oberkiefer sitzen auf jeder Seite 43, im Unterkiefer 42 gleichartige (homodonte), kleine, nadelförmige Zähne. Die Zahl von 43 Wirbeln in der Halswirbelsäule wie auch der Bau des übrigen Körpers entspricht dem nahe verwandter Gattungen. Eine große Temporalöffnung hinter den Augen lässt eine starke Kiefermuskulatur vermuten. Die Augen waren groß, vielleicht um Nahrung in tieferen Wasserschichten zu jagen. Kaiwhekea fraß vermutlich mittelgroße Beute, die weiche Körper hatte, wie Kalmare.

## Systematik
Innerhalb der Plesiosauria wird Kaiwhekea zu den Cryptoclidia gestellt, die auch durch zahlreiche Funde aus Europa bekannt sind. Er ist der erste in Neuseeland gefundene Cryptoclidie und, mit einer Länge von 6,5 Meter einer der größten. Mit den anderen bisher auf der Südhalbkugel der Erde gefundenen Cryptoclidien, Morturneria (Seymour-Insel, Antarktische Halbinsel) und Aristonectes (Chile, Argentinien) ist Kaiwhekea nicht besonders nah verwandt.